# 九龍巴士38B線
九龍巴士38B線是香港一條來往荃灣（海濱花園）及沙田（碩門邨），途經荃灣（關門口街）、大窩口站、葵涌、沙田市中心、富豪花園及濱景花園，取道青沙公路往返，只於星期一至五上、下午繁忙時間提供服務。本線是沙田區首條30系列編號專利巴士路線，以及青沙公路首條來往荃灣的專利巴士路線。

## 歷史
- 2018年1月22日：38B線開辦[2]。

## 服務時間及班次
- 星期一至五：
  - 荃灣（海濱花園）開︰07:45
  - 沙田（碩門邨）開︰18:15

逢星期六、日及公眾假期不設服務

## 收費
全程：$8.9
- 沙田市中心往沙田（碩門邨）：$6.4
- 葵涌道荔景邨往荃灣（海濱花園）：$5.2
- 悅來酒店往荃灣（海濱花園）：$4.8

| - 本線設有12歲以下小童及65歲或以上長者半價優惠。 - 65歲或以上香港居民使用「樂悠咭」，以及12歲以下合資格殘疾兒童使用「殘疾人士身份」個人八達通繳付車資，均可享有每程$2.0或半價（以較低者為準）的票價優惠；12至64歲合資格殘疾人士使用「殘疾人士身份」個人八達通（包括「樂悠咭」），以及60至64歲香港居民使用「樂悠咭」繳付車資，均可享有每程$2.0或全費（以較低者為準）的票價優惠。 - 65歲或以上長者如使用長者或一般個人八達通繳付車資，則只可享有半價優惠；12至64歲合資格殘疾人士如不使用「殘疾人士身份」個人八達通，以及60至64歲人士如不使用「樂悠咭」繳付車資，必須繳付全費。 - 乘客可以現金或八達通於上車時付款，不設找續。 - 每位成人乘客可免費攜帶最多兩名4歲以下而不佔座位的兒童乘客乘車，超額之4歲以下小童必須繳付小童車費乘車。 - 持有「九巴月票」之乘客在車票有效期內，每日可享最多10程任何九龍巴士及龍運巴士路線（包括本路線，以及聯營路線的九龍巴士／龍運巴士提供的班次；惟乘搭機場「A」及「NA」線則可享原價二七折優惠（不會計算每天10次合資格車程））；而B1線則每日可享最多各2程（不會計算每天10次合資格車程）。 - 九龍巴士、城巴、龍運巴士及陽光巴士全職員工及家屬（不包括外判職員）可免費乘搭本路線，惟必須拍職員或職員家屬八達通。 - 乘客亦可透過多元化電子支付系統（e度嘟）繳付車資，包括使用非接觸式VISA卡、JCB卡、萬事達卡、銀聯卡、美國運通、大來國際、Discover Card、Apple Pay、Google Pay、Samsung Pay、AlipayHK「易乘碼」、支付寶、WeChatHK／微信支付「搭車碼」、銀聯雲閃付「乘車碼」及BOC Pay「乘車碼」。乘客使用此付款方式，使用此支付方式的乘客可享有中途下車之分段收費，以及與其他九巴／龍運獨營路線或聯營線九巴／龍運班次之轉乘優惠，惟不適用於與非九巴／龍運路線之轉乘優惠，亦不能享有「公共交通費用補貼計劃」及「長者及合資格殘疾人士公共交通票價優惠計劃」。 |

## 使用車輛
現時本線主要使用亞歷山大丹尼士Enviro 500 12米（ATE）、富豪B9TL 12米（AVBWU）及亞歷山大丹尼士Enviro 500 MMC 12米（ATENU）雙層低地台空調巴士。

## 行車路線

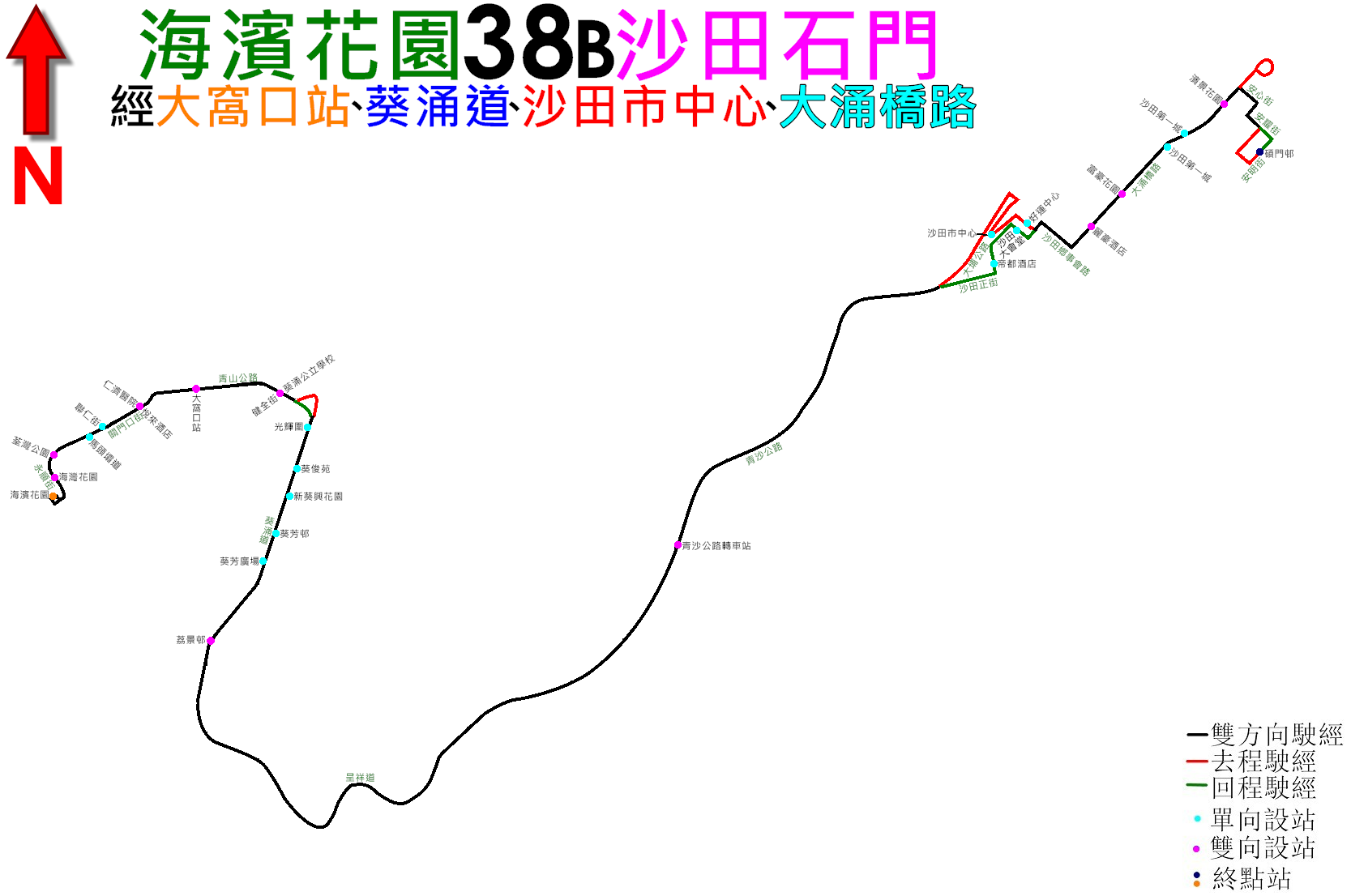
38B線的走線圖

荃灣（海濱花園）開經：怡樂街、永順街、馬頭壩道、聯仁街、關門口街、青山公路—葵涌段、昌榮路迴旋處、葵涌道、呈祥道、青沙公路（尖山隧道、沙田嶺隧道、大圍隧道）、大埔公路—沙田段、沙田鄉事會路、沙田市中心巴士總站、沙田正街、橫壆街、源禾路、沙田鄉事會路、大涌橋路（北行）、石門交匯處、大涌橋路（南行）、安心街、安耀街、安群街、安睦街及安明街。
沙田（碩門邨）開經：安明街、安耀街、安心街、大涌橋路、沙田鄉事會路、源禾路、担杆莆街、沙田正街、白鶴汀街、大埔公路—大圍段、青沙公路（大圍隧道、沙田嶺隧道、尖山隧道）、呈祥道、葵涌道、青山公路—葵涌段、關門口街、聯仁街、馬頭壩道、永順街及怡樂街。
有關本路線的具體停站請參閱資訊框

## 外部連結
- 九巴官方路線資料－38B （页面存档备份，存于）
- 九巴38B線詳細時間表 （页面存档备份，存于）
- 681巴士總站－九巴38B （页面存档备份，存于）
- i-busnet.com－九巴38B號路線 （页面存档备份，存于）